# Бороша, Миливой
Миливой Бороша (хорв. Milivoj Boroša, серб. Миливој Бороша; 11 сентября 1920, Загреб — 14 мая 2019, там же) — югославский и хорватский лётчик, участник Второй мировой войны. Во Второй мировой войне до 1942 года служил в люфтваффе и ВВС Хорватии, но в 1942 году перелетел на сторону СССР. В послевоенные годы нёс службу в ВВС Югославии.

## Биография

### Ранние годы
Родился 11 сентября 1920 в Загребе. Хорват по национальности (по другим данным — словенец). Старший ребёнок в семье (у него ещё было семь братьев и сестёр). Отец — младший офицер, музыкант военного оркестра армии Королевства Югославии. Как старший сын, Миливой вынужден был отправиться служить в армию, несмотря на своё желание учиться в художественной школе. В 1938 году поступил в школу военно-морской авиации, которую окончил в марте 1941 года. Службу нёс в Которском заливе в Дивулье в составе 21-й эскадрильи морской авиации Королевских ВВС Югославии в качестве авиамеханика, имел звание сержанта.
В войне против Германии фактически не успел принять участие, однако затопил собственный самолёт, чтобы тот не достался итальянцам. Был насильно призван 22 апреля в армию Независимого государства Хорватии и отправился на учения (авиации у усташей в то время не было, поскольку немцы ещё не договорились о предоставлении своих самолётов, а большая часть югославских самолётов не была пригодна для боевых действий). Дальнейшую службу он нёс в составе Хорватского воздушного легиона. Попытка Миливоя ещё до начала операции «Барбаросса» сбежать в Грецию провалилась.

### Служба в люфтваффе и авиации Независимого государства Хорватия
Значительную часть его соратников составляли агрессивные хорватские националисты и фашисты, лишь меньшинство солдат тайно состояли в антифашистском движении (их лидером был русский эмигрант Аркадий Попов). Практику Миливой проходил в немецком городе Грайфсвальд на побережье Балтийского моря. Немцы тем временем готовились к нападению на СССР, и Попов рассказал Бороше о планах вермахта. Миливой твёрдо решил, что не будет воевать против русских, и его решение поддержали родители. Однако покинуть часть он не мог даже под предлогом желания перевестись учиться на лётчика — он рассчитывал оказать советским войскам свои услуги лётчика. В итоге он попал в группу обучения штурманов и стрелков-наводчиков. Перед началом войны, когда Павеличу удалось создать авиацию из отремонтированных югославских и новых немецких самолётов, Миливой был зачислен в 5-ю бомбардировочную авиагруппу, заняв должность штурмана одного из самолётов.

#### Инцидент26 января1942подо Ржевом
Свой первый вылет на территорию СССР авиагруппа совершила в июне 1941 года в Витебск. В декабре 1941 года резервисты вместе с Борошей отправились поездом по маршруту Данциг — Ковно — Двинск — Дрисса — Витебск, а затем в Вязьму, которую до этого бомбила авиагруппа. В селе Лесково находился аэродром, откуда хорватские бомбардировщики совершали дальнейшие авианалёты (в том числе и на Москву). Несмотря на то, что Бороша носил униформу люфтваффе, он специально сбрасывал бомбы мимо гражданских и военных объектов, не желая уничтожать мирное население. Всего он поступил так три раза, изначально немцы считали причиной такого поведения молодость и неопытность солдата — однако Бороша ещё и не снимал взрыватель с предохранителя, что снижало масштаб разрушений. Он же планировал на случай перелёта самолёта за линию фронта выпрыгнуть с парашютом. Во время четвёртой бомбардировки Миливой совершил поступок, после которого немцы осознали, что в дивизии появился потенциальный перебежчик.
26 января 1942 года бомбардировщик Бороши пролетал над Ржевом, к которому шла немецкая моторизованная колонна. Миливой, завидев немецкую колонну, стал громко кричать «Русские», давая тем самым сигнал о сбросе бомб. Экипаж не понял, где именно находились названные хорватом русские, но Бороша всё-таки убедил пилота открыть бомболюк. В тот момент самолёт пролетал прямо над немецкой колонной. Всего было сброшено 20 бомб, каждая массой по 50 килограммов. Бомбы угодили в немецкую бронетанковую колонну, и несколько танков и автомобилей взорвались. За полчаса до следующего вывода командование приказало экипажу Бороши немедленно вернуться на базу и сообщило пилоту о том, что именно он сделал на самом деле. Бороша пытался оправдаться тем, что реально видел движущуюся цель и якобы принял её за русские войска.

#### Попытки бегства
Суд оправдал незадачливого пилота, а обвинение не собрало достаточно доказательств виновности Миливоя в саботаже, Борошу всё равно отстранили от полётов и даже отправили в карцер Загреба. Хорватские пилоты продолжали твердить, что Бороша намеревается дезертировать и что он специально разбомбил колонну. Отчасти это подтверждалось тем, что Бороша иногда по радио призывал сослуживцев переходить на сторону Народно-освободительной армии. Только после того, как усташский пехотный Чёрный легион отправился на Восточный фронт, Миливой решил повторно перебежать на сторону антифашистов и убедил командование дать ему ещё один шанс на исправление ошибки. Впрочем, и среди усташей было небольшое число желающих идти воевать против серьёзного противника.
Миливой занял должность штурмана в новом самолёте Dornier Do 17Z, пилотом был Богдан Вуичич, ликский серб, которого усташи содержали под арестом в Ядовно. Однополчанин Богдана, командир легиона генерал Владимир Крен, оказывал всю помощь Миливою. В Минске Бороша связался с деятельницей партизанского подполья Зиной Бритвич, которая предложила ему бежать. Однако путь до названного ею города Осиповичи был достаточно долгим, а Бороша боялся попасться полицаям (по иронии судьбы, в тот день он попал на гауптвахту за самовольное отлучение из части). Пилоты Хорватского воздушного легиона так и не отговорили Крена отстранить Борошу от полётов. Тот был принят в экипаж, в котором были ещё три антифашиста: серб Богдан Вуичич и русские поляки, братья Олег и Лев Окшевские (ранее оба они служили в югославской королевской армии и уже знали о том, что совершил Бороша над Ржевом). Единственным верным усташом был радист Марк Желяк. Группа проходила обучение в течение месяца в Айнбахе (около Нюрнберга).

#### Полёт25 июня1943в Калининскую область
25 июня 1943 самолёт Dornier Do 17Z с бортовым номером A1+OZ отправился на боевое задание из Айнбаха. Бороша летел в составе группы из 12 бомбардировщиков. Ещё в Кёнигсберге Бороша договорился тайно с Окшевскими и Вуичичем о том, что экипаж перелетит за линию фронта и сдастся советским войскам, а Желяка надо как-нибудь вывести из строя. Случай предоставился, когда Желяк отправился бриться в общий туалет, а Лев Окшевский забрал у него пистолет и вытащил из оружия ударник. Перед отлётом Олег написал на русском языке письмо, в котором объяснил поступок всего экипажа перейти на сторону Красной армии.
Из Кёнигсберга поступило распоряжение о перелёте на аэродром в Ленинградской области, в 40 км от озера Ильмень — бомбардировщик Do-17Z нёс вместо снарядов на борту чемоданы. Миливой вёл 12-й самолёт на левом крыле и ориентировался по озеру Селигер и треугольнику Вологда-Ярославль-Рыбинск и планировал пересечь железную дорогу из Ленинграда в Москву. Как только 11 самолётов направились в сторону аэродрома в Ленинградской области и пилот головной машины приказал перестроиться в круг и приготовиться к снижению, Олег Окшевский сменил курс и полетел на юго-восток. В этот же момент экипаж сообщил Марку Желяку о решении сесть за линией фронта и потребовал не чинить препятствия. Сначала Желяк посчитал это шуткой и заспорил, однако и Окшевские, и Миливой, и Богдан наставили на него пистолеты и револьверы. Желяк под страхом смерти вынужден был прервать радиопередачу и обрезать кабель.
Желяка связали и только потом рассказали ему о причинах такого решения. Самолёт, пролетев 1200 километров, приземлился к востоко-северо-востоку от озера Селигер в деревне Тарасово Спировского района Калининской области (недалеко от города Вышний Волочёк), которая находилась очень далеко от линии фронта. Трижды самолёт перелетал линию фронта: сначала экипаж избежал огня зенитных орудий Красной Армии, потом встретился с немцами (Миливой сначала подумал, что залетел не туда), а затем снова миновал атаку зенитной артиллерии и ушёл от преследовавших его истребителей МиГ-3 (один из лётчиков МиГ-3 позднее рассказал всю историю перебежчиков своему командиру полка). Экипаж оставил связанного Желяка у озера Селигер в деревне Тарасово.
Жительницы деревни Катерина и Маруся Титовы и Степанида Венгерова завидели самолёт и побежали к нему, но в панике повернулись обратно, когда заметили свастику на хвосте. Лев попросил Марусю Титову, оставшуюся на месте, привести кого-нибудь из представителей власти (коим оказался только один местный милиционер), а Миливой на ломаном русском объяснил, что его экипаж хочет перейти на советскую сторону. Узнав о гостях из Югославии, местные встретили радушно лётчиков. Вскоре местный милиционер привёл сюда конный патруль, а на аэродром рядом приземлился комендант оперативной зоны полковник Говорков, командовавшей той эскадрильей МиГ-3. Говорков сначала обвинил лётчиков в том, что те совершили авианалёт на село, но потом обнаружил, что в бомболюках из Do-17Z были только чемоданы. Солдаты, обыскав вещи, отвезли перебежчиков в Вышний Волочек в казарму, а затем 26 июня увезли в Москву для допроса.

### Допросы в НКВД
27 июня 1943 года Миливой Бороша прибыл на Лубянку, где встретился с самим Лаврентием Берией. Он прямо спросил Борошу, зачем он перешёл на сторону СССР, и тот ответил, что его страна оккупирована немцами и он хочет сражаться на стороне антифашистского движения. Бороша рассказал всю свою историю вплоть до маршрута. После допроса Берия заявил, что может продолжить беседу с ним в дальнейшем, но следующие 8 месяцев Бороша провёл в камере под номером 1, где нарисовал на стене кровью собственный автопортрет. Генеральный прокурор подполковник Петровский на вопросы Бороши о том, почему их так долго держат, отвечал, что хотя в НКВД на 99 % уверены в искренних побуждениях Бороши и Окшевских, остаётся вероятность того, что Берия не поверит им: только после его приказа Бороша мог быть освобождён.
Затем долгое время Бороша и Окшевские находились в Бутырке, где условия обращения были хуже. Желяк же остался на Лубянке и постоянно провоцировал своих сослуживцев, выкрикивая усташские и прогитлеровские лозунги, и обвиняя в предательстве Хорватии всех троих. В один момент Бороша и Окшевские не выдержали оскорблений и избили Желяка, выкинув его в коридор. Через месяц пребывания в Бутырке Миливой, Олег и Лев были отправлены поездом в город Торбеево (Мордовская АССР) в 58-й пропагандный лагерь глубокой ночью. Их лично встретил начальник лагеря и разместил всех троих в чистой комнате позади канцелярии. В лагере для военнопленных они провели три месяца: Окшевские остались в лагере, а Бороша отправился затем в Красногорск.

### Переход на сторону СССР
Матери Миливоя пришло извещение о гибели сына, «павшего на Восточном фронте борца против большевизма», на котором стояла личная подпись Адольфа Гитлера. Бороша несколько раз писал письма Иосифу Сталину с просьбой зачислить его в РККА, но все письма оставались без ответа. Правда вскоре раскрылась, и гестаповцы, узнав, что Миливой якобы сбежал к советским солдатам, арестовали его мать и отправили на допрос, где долго её пытали. Они потребовали от неё показать письма сына, однако мать Миливоя уверяла их, что тот погиб на Восточном фронте, а писем не сохранилось. Её обвинили во лжи и пригрозили убить, однако она показала им извещение о смерти с личной подписью Гитлера, сказав: «Если лгу я, то лжёт и мой сын». После этого гестаповцы больше не заходили в её дом. Поток проклятий посыпался и на Вуичича, а его сербская национальность только подливала масла в огонь. Владимир Крен с большим трудом уговорил усташей оставить Богдана в покое, пообещав отправить того во Францию и перевести в 15-ю хорватскую эскадру люфтваффе. Сам Владимир Крен сдался советским войскам вместе с пилотом Альбином Штарком 14 мая 1943, желая защитить Вуичича от расправы со стороны усташей.
За время содержания под стражей Миливой выучил русский язык и даже прочитал в оригинале роман Л. Н. Толстого «Воскресение». В Красногорске, куда он прибыл, находился лагерь для военнопленных, где содержались воеводинские сербы, словенцы, хорваты (последние попали в плен под Сталинградом) и группа чехов. Начальник лагеря назначил Борошу старшим среди военнопленных Югославии и поручил ему следить за 22 пленными немецкими генералами. Затем Борошу перевели в особый лагерь, где работала с весны 1943 года Центральная антифашистская школа. Миливой окончил антифашистскую школу и получил направление в Институт Маркса-Энгельса-Ленина при ЦК КПСС. Во время обучения в школе его обращение к хорватам с призывом переходить на сторону Народно-освободительного движения Югославии записали на плёнку и стали транслировать через радиостанцию в Москве.
В мае 1944 года в Москву прибыла югославская делегация во главе с Милованом Джиласом и Велимиром Терзичем, и, благодаря их усилиям, Борошу освободили из-под стражи. Группа из 13 человек была направлена в Балашов в высшее авиаучилище, но через 14 дней её перевели в Энгельс. Там Миливой учился до марта 1946 года. В ВВС СССР ему предоставилась должность пилота одного из бомбардировщиков АНТ-40 (они же СБ). Ближе к концу войны Миливой встретил девушку по имени Александра Иванова, которая жила в Балашове, и женился на ней. Вскоре в их семье в марте 1946 года родился сын Евгений.

### После войны
Ещё до скандала с Информбюро Миливой перелетел в Югославию с семьёй, продолжив там службу в разных населённых пунктах от Триглава до Джевджелии. В авиации СФРЮ он начал службу в звании лейтенанта, дослужившись до звания полковника. Он работал инструктором по прыжкам с парашютом. В 1950 году в день рождения Иосипа Броза Тито Миливой подготовил подарок югославскому маршалу, совершив за день 75 прыжков с парашютом (предыдущим рекордом являлись 45 прыжков одного из советских десантников). С 17 и вплоть до 25 мая Бороша ночевал в казарме, готовя сто парашютов. В день своего рекорда один раз Бороша был на грани жизни и смерти, когда у него не раскрылся основной парашют на седьмом прыжке, однако спас его резервный парашют. К обеду Бороша побил мировой рекорд, совершив 50 прыжков, а последний, 75-й прыжок, он совершил уже в глубокой темноте. В 1972 году он ушёл в отставку. В 1982 году Миливой посетил Калининскую область в честь 40-летия своего перелёта, где встретился с ветеранами Великой Отечественной войны и свидетелями его полёта, в том числе и Катериной Титовой.
Проживал в Загребе, пережил свою жену Александру и дочь Татьяну. Награждён рядом орденов и медалей Югославии и СССР. Несмотря на преклонный возраст и неудовлетворительные условия жизни, занимался общественной деятельностью. В 2001 году участвовал в выборах в Загребский городской совет от Социалистической рабочей партии Хорватии. С 1990-х годов выступал против реабилитации хорватских коллаборационистов; не поддерживал из принципа отношения с Марком Желяком, который во время пребывания в советском плену отказался переходить на сторону СССР и после войны продолжил считать Борошу государственным изменником.
16 декабря 2014 года вышла автобиография Миливоя Бороши «Вихрь жизни» (хорв. Vihor života).
Скончался 14 мая 2019 года.